# Skredsviks kyrka
Skredsviks kyrka är en kyrkobyggnad sedan 2010 i Bokenäsets församling (tidigare i Skredsviks församling) i Göteborgs stift. Den ligger i Skredsvik i Uddevalla kommun.

## Kyrkobyggnaden
Kyrkan uppfördes efter ritningar av Albert Törnqvist i vitkalkad sten 1855–1856 på en plats omedelbart söder om den gamla kyrkogården. Den uppfördes av Sandhultsbyggmästare och ersatte en medeltidskyrka som då revs. Planen utgörs av ett rektangulärt långhus med smalare halvrunt kor i öster. Norr om koret finns en vidbyggd sakristia som tillkom 1925. Långhuset har genomgående nyklassicistiska stildrag, medan det fyrkantigt tornet i väster är medeltidsinspirerat. Tornmurarna genombryts av dubbla rundbågiga öppningar i flera våningar och tornet har sadeltak med en liten korskrönt spira. 
År 2006 undergick kyrkan en omfattande renovering, både utvändigt och invändigt, inför kyrkans 150-årsjubilemum som firades 24 september samma år.

## Inventarier
- Altartavla i barockstil från 1600-talet återger Kristus på korset och donerades troligen av Rutger von Ascheberg.
- Predikstolen med rund korg och ljudtak är från 1855.

### Dopfunt
Dopfunten i täljsten från 1200-talet är i tre delar och har höjden 96cm. Cuppan saknar uttömningshål, men ett sådant finns i foten. Det finns stora skador. Funten är ett av Knippekolonnmästarens tre kända verk.
- Cuppan är cirkulär och indelad i fjorton arkadfält vari finns följande figurer och figurscener skulpterade i hög relief.
  - Drake som slukar en människa. Däröver liljor och bakom draken en gestalt med ett kors i vardera handen.
  - Gestalt med stav i handen.
  - Gestalt med krona på huvudet och med högra handen lyftad.
  - Martyrscen.
  - Gestalt med händerna parallella över livet.
  - Gestalt i profil.
  - Man och kvinna som hållar varandra i händerna.
- Skaftet är utformat som en knippekolonn. Med dubbla vulster upptill och nedtill.
- Foten är en fyrkantig skiva på vilken en drake med fjäll, ben och vingar ligger. Dess öppna gap hålls över en liggande gestalt, iklädd mantel och en stor huvudbonad. Han håller en yxa i handen.[1]

### Orgel
Orgeln med tretton stämmor har två manualer och pedal. Den tillverkades ursprungligen 1932, men dispostionsförändrades 1970 och renoverades 1987.

## Bilder

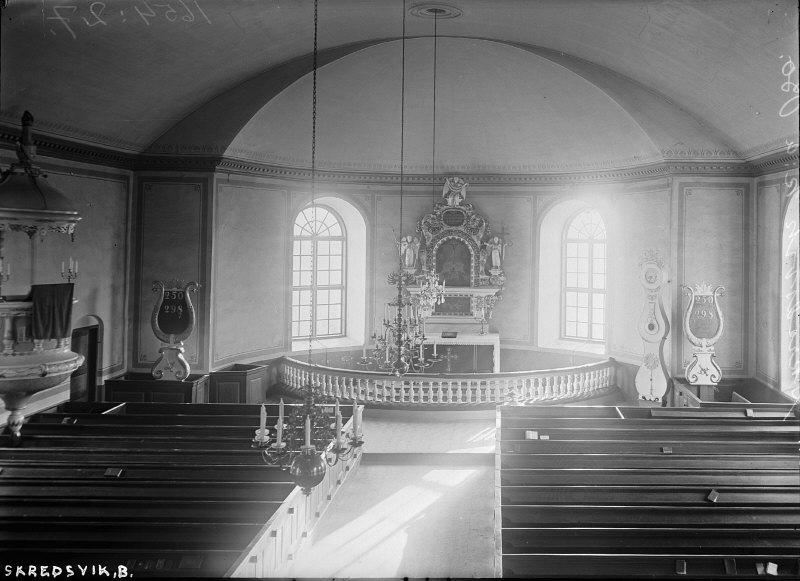
Interiör mot öster 1919.
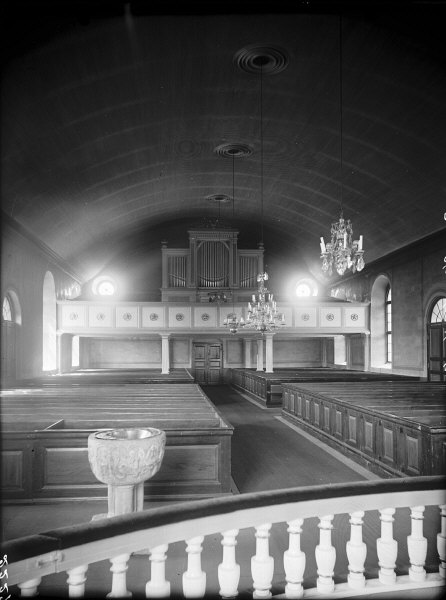
Interiör mot väster 1941.
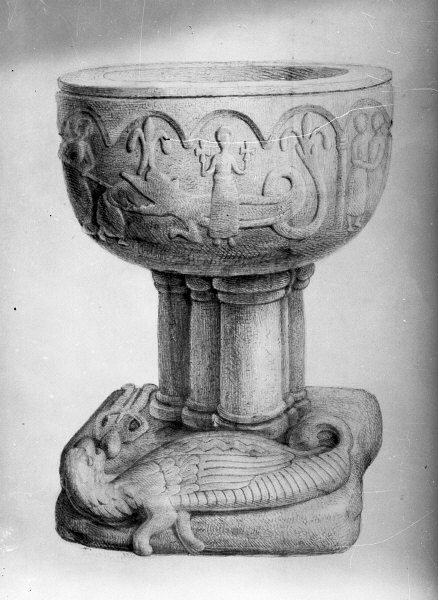
Dopfunt. Teckning.
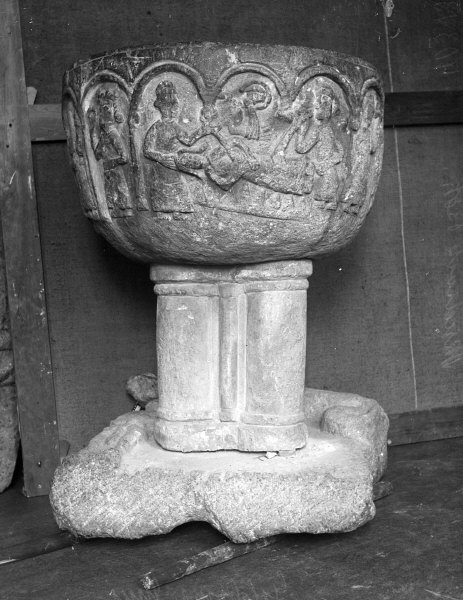
Dopfunt. Foto.
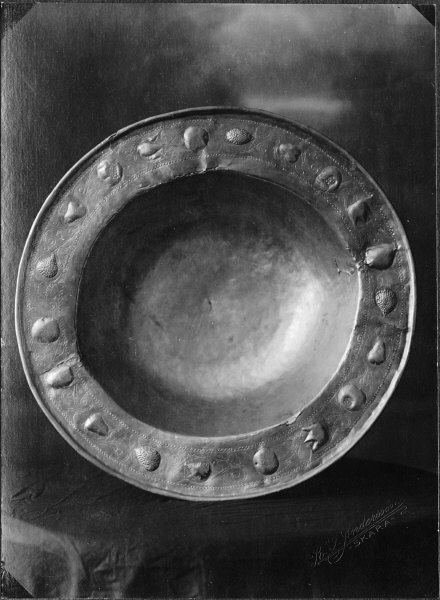
Dopfat efter renovering 1926.